# دانشگاه یورک
دانشگاه یورک (به انگلیسی: University of York) یک دانشگاه کالجی تحقیقاتی، واقع در شهر یورک، انگلستان است. این دانشگاه که در سال ۱۹۶۳ تأسیس شد، به بیش از ۳۰ بخش و مرکز گسترش یافته است که طیف گسترده ای از موضوعات را پوشش می دهد.دانشگاه یورک یکی از معتبرترین دانشگاه های جهان  و عضو گروه راسل است.رتبه این دانشگاه ۱۶۲ جهانی است.
یورک یکی از اولین دانشگاه‌های پلاک گلاس بود که در دهه ۱۹۶۰ تأسیس شد و از سال ۲۰۲۲ یک سیستم دانشگاهی متمایز با ۱۱ کالج را اداره می‌کند.